# BZ Bank
Die BZ Bank Aktiengesellschaft ist eine hauptsächlich im Aktienhandel tätige Schweizer Bank. Zu ihren Dienstleistungen gehören der Handel mit Beteiligungspapieren, die Beratung im Bereich Aktienanlagen und Beteiligungsnahmen, die Vermögensverwaltung, die Verwaltung von kollektiven Kapitalanlagen sowie das Corporate Advisory. Als Folge dieser Spezialisierung ist die wesentliche Ertragssparte der BZ Bank das Kommissions- und Dienstleistungsgeschäft. Die verwalteten Vermögen lagen per Bilanzstichtag 2024 bei 7,89 Milliarden Schweizer Franken. Der Gewinn im Geschäftsjahr 2024 betrug 12,99 Mill. Schweizer Franken.
Die BZ Bank wurde 1985 von Martin Ebner in Zürich als BZ Bank Zürich Aktiengesellschaft gegründet. Seit Ende 1997 hat sie ihren Sitz in Freienbach und ihre Büros im Ortsteil Wilen bei Wollerau. Im Juni 2022 veräusserten Martin und Rosmarie Ebner 70 % der Aktien der BZ Bank an die Graubündner Kantonalbank (GKB). Die verbliebenen 30 % übertrugen Martin und Rosmarie Ebner am 22. Januar 2025 auf die Graubündner Kantonalbank, welche seither alleinige Aktionärin der BZ Bank ist. 
Der Personalbestand der BZ Bank betrug Ende November 2024 10 Personen.